# Луций I
Луций I (лат. Lucius I) (? — 5 марта 254) — епископ Рима с 25 июня 253 года по 5 марта 254 года.

## Биография
Луций родился в Риме и был сыном Порфириана. Он был избран папой, вероятно, 25 июня 253 года и умер 5 марта 254 года. Его избрание состоялось во время гонений, вызвавших изгнание его предшественника Корнелия. Луций также был изгнан вскоре после своего освящения, но смог получить разрешение на возвращение.
Луций упоминается в письмах Киприана Карфагенского в связи с новацианским расколом. Его праздник отмечается 5 марта. Эта дата отмечена в Римском Мартирологе: "На кладбище Каллиста на Аппианской дороге в Риме погребён святой Луций, папа, преемник святого Корнилия, за веру в Христа он перенёс изгнание и действовал как выдающийся исповедник, с умеренностью и осторожностью, в трудные времена".

## Современность
В 1969 году праздник папы Луция был исключён из «Главного римского календаря», отчасти из-за необоснованности звания «мученика», с которым он ранее почитался. Отмеченный в Liber Pontificalis как мученик, пострадавший при Валериане, он умер до начала гонений, начавшихся после марта 254 года.
Надгробие папы Луция существует до сих пор в катакомбах Святого Каллиста. Его мощи были впоследствии перенесены в церковь Санта-Чечилия-ин-Трастевере, наряду с мощами святой Цецилии и другими. Его глава хранится в реликварии Собора Святого Ансгара в Копенгагене. Эта реликвия была привезена в Роскилле около 1100 года, после того как Святой Луций был объявлен покровителем Дании и острова Зеландия. По легенде, жителей Роскилле донимали демоны, которые ничего не боялись, кроме черепа Луция. После Реформации, череп был выставлен в зале королевского дворца Фредерика III в Копенгагене вместе с окаменевшим эмбрионом и другими примечательными экспонатами, позднее передан в Национальный музей Дании и в 1908 году возвращён католическому приходу. Глава папы Луция является одной из немногих реликвий, которая пережила Реформацию в Дании.